# Villers-sur-Fère
Villers-sur-Fère ist eine französische Gemeinde mit 517 Einwohnern (Stand: 1. Januar 2022) im Département Aisne in der Region Hauts-de-France (vor 2016: Picardie). Sie gehört zum Arrondissement Château-Thierry und zum Kanton Fère-en-Tardenois. 

## Geografie
Villers-sur-Fère liegt in der Landschaft Tardenois zwischen Paris und Reims, 15 Kilometer nordnordöstlich von Château-Thierry. Umgeben wird Villers-sur-Fère von den Nachbargemeinden Seringes-et-Nesles im Norden, Sergy im Nordosten und Osten, Fresnes-en-Tardenois im Südosten und Süden sowie Fère-en-Tardenois im Westen.

## Bevölkerungsentwicklung
| Jahr                       | 1962 | 1968 | 1975 | 1982 | 1990 | 1999 | 2006 | 2013 | 2022 |
| Einwohner                  | 361  | 372  | 309  | 344  | 458  | 420  | 449  | 518  | 517  |
| Quellen: Cassini und INSEE |      |      |      |      |      |      |      |      |      |

## Sehenswürdigkeiten

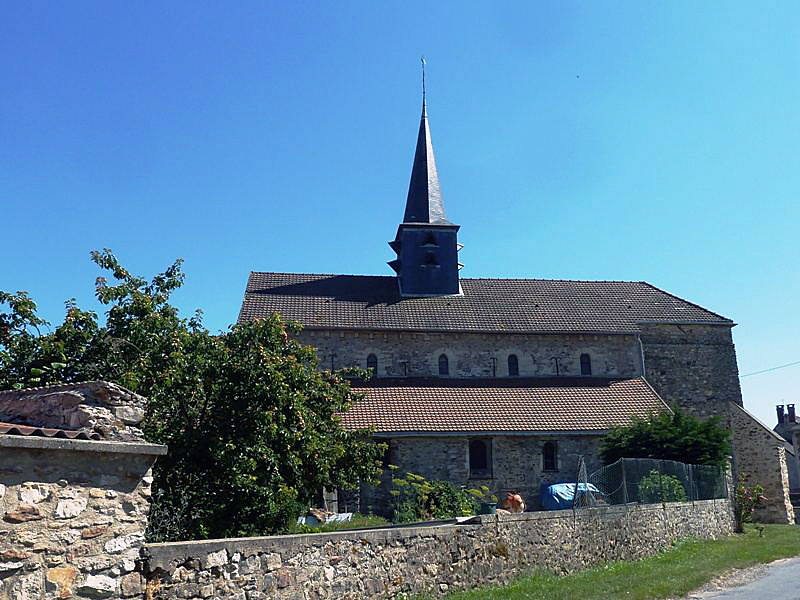
Kirche Saint-Jean-Baptiste

- Kirche Saint-Jean-Baptiste